# Vuelo 17 de Emery Worldwide
El vuelo 17 de Emery Worldwide Airlines era un vuelo de carga regular nacional de Estados Unidos, que volaba de Reno, Nevada a Dayton, Ohio, con una escala intermedia en Rancho Cordova, California. El 16 de febrero de 2000, el DC-8-71F que operaba el vuelo se estrelló contra un desguace de automóviles poco después de despegar del Aeropuerto Mather de Sacramento, lo que provocó la muerte de los tres tripulantes a bordo. La tripulación reportó problemas de control durante el despegue e intentó regresar sin éxito al aeropuerto Mather.

## Aeronave y tripulación

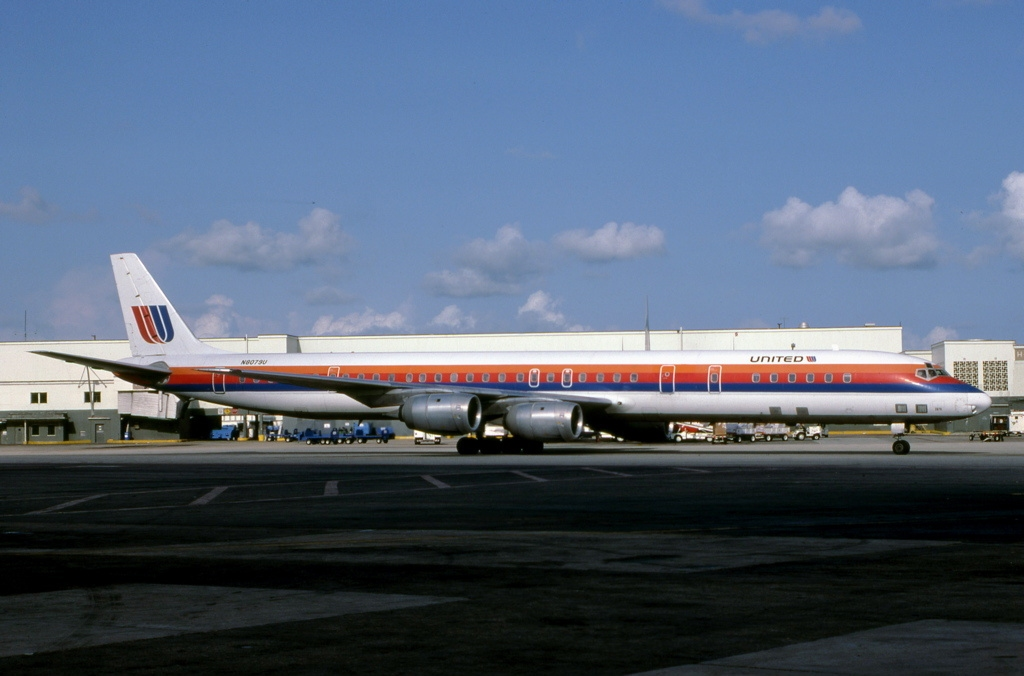
El avión involucrado en el accidente en 1987, mientras era operado por United Airlines.

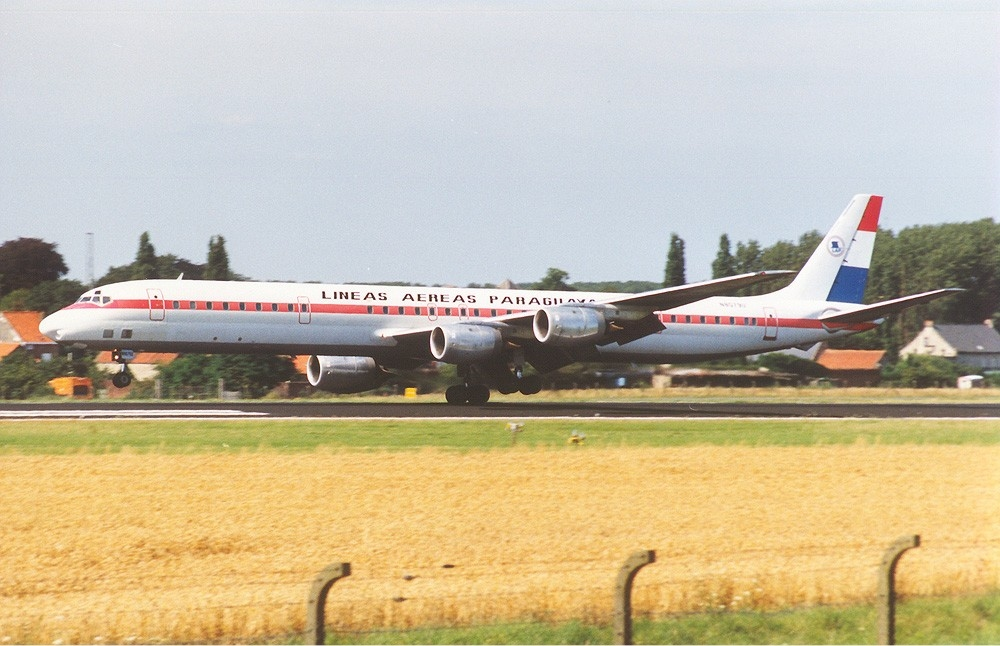
El avión involucrado en el accidente en 1992, mientras era operado por Líneas Aéreas Paraguayas.

La aeronave accidentada fue un Douglas DC-8-71 de 32 años y un mes, fabricado en 1968 y con matrícula N8079U. Operado por United Airlines (1968-1990) y Líneas Aéreas Paraguayas (1990-1994), fue modificado posteriormente para operar como carguero antes de ser vendido. En marzo de 1994, N8079U era operado por Emery Worldwide Airlines y acumulaba aproximadamente 84.447 horas de vuelo en 33.395 ciclos de vuelo. En julio de 1983, los motores Pratt & Whitney JT3D fueron reemplazados por motores CFM International CFM56 para actualizar la aeronave de la serie 60 a la serie 70.
La tripulación de vuelo estaba formada por el capitán Kevin Stables (43), que había registrado 13.329 horas de vuelo y 2.128 horas en tipo; el primer oficial George Land (35), que había registrado 4.511 horas de vuelo y 2.080 en tipo; y el ingeniero de vuelo Russell Hicks (38), que había registrado 9.775 horas de vuelo y 675 en tipo.

## Accidente
El vuelo era un vuelo regular de carga nacional desde el Aeropuerto Internacional de Reno-Tahoe (RNO) al Aeropuerto Internacional James M. Cox de Dayton (DAY), con una escala intermedia en el Aeropuerto Mather de Sacramento en Rancho Cordova, California. El vuelo fue operado por Emery Worldwide Airlines, entonces una importante aerolínea de carga en EE. UU., con un McDonnell Douglas DC-8-71F y tres tripulantes a bordo.
Tras completar la lista de verificación de rodaje, la tripulación inició la lista de verificación previa al despegue alrededor de las 19:47 hora local. Posteriormente, informaron al tráfico local que iniciarían el despegue desde la pista 22L. Posteriormente, se autorizó el despegue. La tripulación aplicó un control continuo de morro abajo durante la carrera de despegue.
Al alcanzar la velocidad V1, el capitán mencionó "rotación". El cabeceo aumentó de 0,2° a 5,3°. Los datos de la columna de control indicaron que la tripulación aún la estaba moviendo hacia adelante (morro hacia abajo), pero de alguna manera, el morro se elevó de 14,5° a 17,4° al aplicar más fuerza a la columna de control. La aeronave alcanzó la velocidad V2 y comenzó a despegar.
Inmediatamente después de despegar de la pista, la aeronave viró a la izquierda y el primer oficial indicó rápidamente que el vuelo 17 deseaba regresar a Sacramento. La velocidad del motor comenzó a disminuir y el vibrador de la palanca de mando se activó por primera vez. El capitán declaró una emergencia en el vuelo 17, creyendo que se había producido un desplazamiento de la carga. La aeronave comenzó a moverse erráticamente, y la deflexión del timón de profundidad y el ángulo de alabeo comenzaron a disminuir y aumentar, respectivamente. La aeronave comenzó a descender.
El capitán repitió la declaración de emergencia a medida que la velocidad del motor comenzaba a aumentar. En ese momento, la aeronave descendía con un alabeo cada vez más pronunciado de 11°. La tripulación aumentó la potencia y la aeronave comenzó a ascender de nuevo. A medida que la aeronave continuaba ascendiendo, el ángulo de alabeo comenzó a aumentar hacia la izquierda. El capitán declaró que el vuelo 17 "tiene un problema grave de centro de gravedad".
La aeronave continuó volando con rumbo noroeste. La tripulación intentaba estabilizarla cuando comenzó a balancearse a la izquierda y a la derecha. El sistema de advertencia de proximidad al suelo (GPWS) empezó a sonar. A las 19:51, el ala izquierda de la aeronave tocó una columna de soporte de hormigón y acero de un voladizo adosado a un edificio de dos plantas, situado junto al extremo sureste del desguace. El DC-8 se estrelló entonces contra el desguace, provocando una escena infernal de humo, llamas y coches en explosión que se veía a kilómetros de distancia. Los tres tripulantes a bordo fallecieron.

## Investigación
Una investigación de la Junta Nacional de Seguridad en el Transporte (NTSB) reveló que, durante la rotación de la aeronave, se desprendió una barra de control de la pestaña derecha del control del elevador, lo que provocó la pérdida del control de cabeceo. La NTSB también determinó que un procedimiento de mantenimiento incorrecto, implementado por Emery Worldwide Airlines, introdujo una carga de torque incorrecta en los pernos que debían conectar la barra de control. La NTSB publicó su informe final en 2003, tres años después del accidente. El informe indicó que el accidente del vuelo 17 se debió al desprendimiento de la pestaña derecha del control del elevador. La desconexión se debió a que el perno de fijación no se aseguró ni inspeccionó correctamente.
La NTSB añadió: «Los problemas de seguridad analizados en este informe incluyen la instalación y el uso del indicador de posición del elevador del DC-8, la idoneidad de las tarjetas de mantenimiento del DC-8 (elementos de inspección obligatorios) y el diseño de la pestaña de control del elevador del DC-8. Las recomendaciones de seguridad están dirigidas a la Administración Federal de Aviación».
La NTSB emitió quince recomendaciones. Una de ellas consistía en evaluar todos los DC-8 en suelo estadounidense para prevenir futuros accidentes causados por la desconexión del elevador derecho. Posteriormente, la Administración Federal de Aviación (FAA) detectó más de 100 infracciones de mantenimiento por parte de la aerolínea, incluyendo una que provocó otro accidente el 26 de abril de 2001.
Emery Worldwide Airlines tuvo que dejar en tierra toda su flota el 13 de agosto de 2001 y cesó sus operaciones permanentemente el 5 de diciembre de 2001.

## Dramatización
El accidente del vuelo 17 de Emery Worldwide Airlines se presentó en el primer episodio de la temporada 18 del documental canadiense Mayday: catástrofes aéreas, también conocido como "Air Disasters" en Estados Unidos y como "Air Crash Investigation" en Europa y el resto del mundo. El episodio se tituló «Tuercas y Tornillos».